# 托滕韦斯
托滕韦斯是德国巴伐利亚州的一个市镇。总面积20.25平方公里，总人口1370人，其中男性693人，女性677人（2011年12月31日），人口密度68人/平方公里。